# .22 Hornet
.22 Hornet або  5.6×35mmR гвинтівковий набій центрального запалення для полювання на шкідників, дрібну дичину, для виживання та змагань представлений в 1930 році. Він значно потужніший за набої кільцевого запалення .22 WMR та .17 HMR, здатний досягти високої швидкості кулі, яка вдвічі важча за кулю .17 HMR. Крім того Hornet сильно відрізняється від цих набоїв через використання капсулю центрального запалення, що дозволяє перезаряджати набій і робить його універсальним. Це був найменший набій .22 калібру центрального запалення до появи набою FN 5.7×28mm.
Набій .22 Hornet заповнив прогалину між популярними набоями для полювання на шкідників/хижаків, таких як .22 WMR та .223 Remington. Що стосується дулової швидкості, дуловій енергії та шуму, набій можна використовувати для боротьби зі шкідниками та хижаками у відносно забудованих районах.

## Історія
До розробки сучасного набою .22 Hornet існував концептуально схожий, але фізично інший набій з такою самою назвою, який винайшов у 1890-х роках Рубен Гарвуд (на прізвисько «Залізний шомпол»), який іноді називали «.22 Harwood Hornet», щоб уникнути плутанини, оскільки набої є різними. Набій Гарвуда було створено шляхом обтискання дульця гільзи набою .25-20 .22 калібру і спочатку він заряджався димним порохом.
Появу сучасного набою .22 Hornet часто пов'язують з експериментами 1920-х з набоєм .22 WCF під димний порох на Springfield Armory. В 1930 році компанія Winchester адоптувала кустарний набій, для якого ще не випускали гвинтівок. Лише з 1932 року компанії почали продавати зброю під цей набій.
Кустарні варіанти набою .22 Hornet, наприклад, .22 K-Hornet (розробив Леслі Кілбурн) та .22 Ackley Improved Hornet, можуть значно збільшити швидкість та енергію кулі в порівнянні з заводськими набоями .22 Hornet, але їх все одно не достатньо (за законом) для полювання на оленів в Нідерландах або у Великій Британії, хоча в деяких країнах і штатах США можна використовувати цей набій для полювання на оленів.

## Продуктивність
Всі головні виробники зброї випускають кулі для цього набою, основна вага куль становить 2,2, 2,3, 2,9 або 3,0 г, при цьому це або експансивні або м'які кулі. Дулова швидкість коливається від 762 до 945 м/с, а дулова енергія становить 950 Дж для заводського набою при стрільбі з гвинтівки. Швидкість та енергія зменшуються коли набоями стріляють з короткоствольної зброї.
Опубліковані дані про ручне завантаження від великих компаній, показують наскільки універсальним може бути .22 Hornet.

## Застосування

### Виживання
Починаючи з Другої світової війни військові США розробили та почали використовувати гвинтівки гвинтівки виживання авіаекіпажів під набій .22 Hornet. Вони мали ковзний затвор і складний приклад (M4 Survival Rifle), переламний затвор/дробовик зі вертикальним розташуванням стволів (M6 Aircrew Survival Weapon) та розбірну гвинтівку з ковзним затвором (AR-5/MA-1). Військові набої для виживання .22 Hornet мали напівоболонкові кулі з розширенням, що не відповідає Гаазькій конвенції. Сполучені Штати були єдиним винятком із повної заборони використання куль, що розширюються, у війні через свою неоднозначну політику. Проте, на коробках з набоями "У жодному разі боєприпаси не можна використовувати для наступальних або оборонних дій проти живої сили противника. Ці боєприпаси призначені для використання з вашою аварійною гвинтівкою для полювання на дичину тільки у надзвичайних умовах."

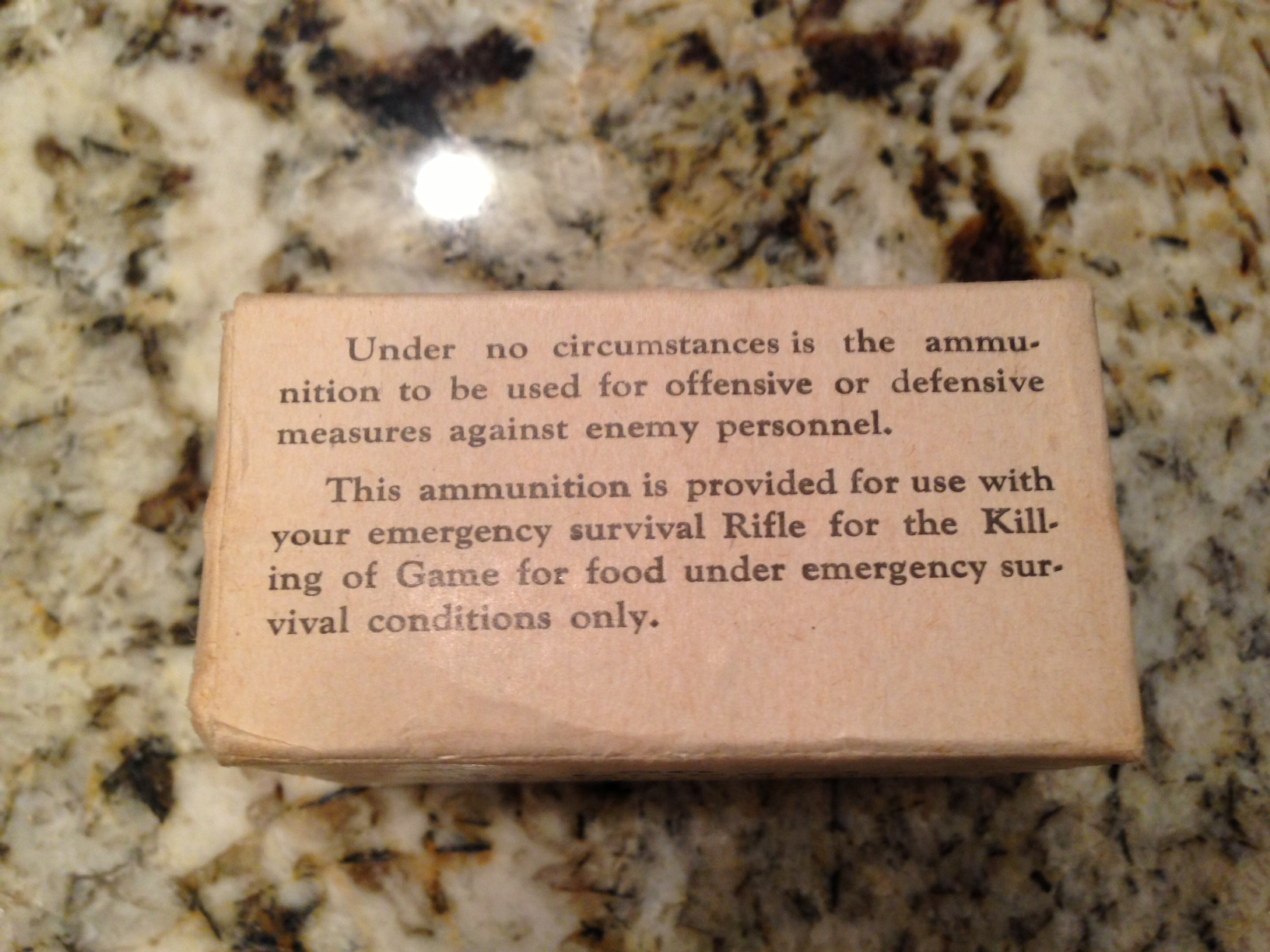
Напис на коробці
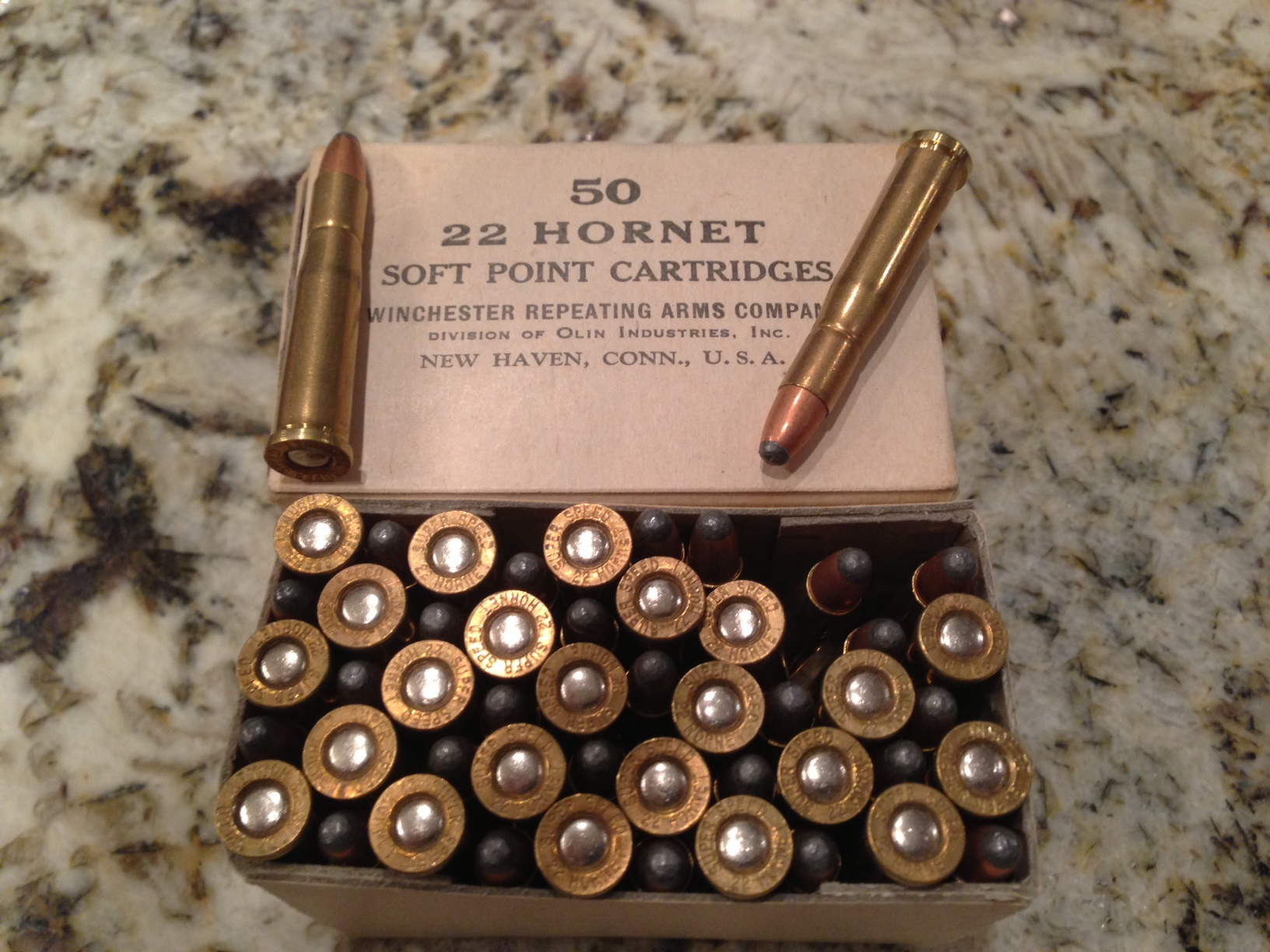
.22 Hornet Box

### Змагання
Набій .22 Hornet є популярним набоєм спортивної стрільби в IHMSA та NRA силуетній стрільбі.

### Полювання
Фахівець з виживання Мел Таппан писав про набій .22 Hornet: "Він точний, має легкий відбій.... Його продуктивність дозволяє використовувати його для полювання на дрібну дичину та шкідників на відстані 140 або 160метрів. Набій зовсім не підходить для полювання на оленів, навіть з ручним заряджанням."
Сем Фадала з журналу GUNS назвав його "чудовим для полювання на будь-яких шкідників середнього розміру," на дрібну дичину, гірських птахів (наприклад, рябчик), індиків, пекарі, диких свиней, койотів та австралійських диких свиней, а також кіз.
Набій Hornet вважають оптимальним для полювання на індиків, оскільки він не настільки потужний, як сучасні набої .22 калібру. В середині століття спортсмен Генрі Едвардс Девіс назвавши гвинтівку Winchester Модель 70 під набій Hornet "найкращою комерційною гвинтівкою для полювання на індиків". В 2011 році Лейн Кінні отримав нагороду "Top Turkey in the World" від Safari Club International за рекордну індичку Осцеола вбиту за допомогою пістолета T/C Contender під набій .22 Hornet.
Майже відсутній відбій набою Hornet зробив його популярним серед мисливців на оленів в деяких районах, хоча його зазвичай вважають дуже слабким для полювання на оленів. Американський мисливець Джек О'Коннор засудив цю практику в 1950-х роках, заявивши, що набій Hornet "за жодних обставин" не можна використовувати для полювання на оленів. У багатьох юрисдикціях, наприклад, Нідерландах, Великій Британії (окрім Англії та Уельсу), а також в деяких штатах США заборонено використовувати набій Hornet (та інші набої .22 калібру) для полювання на оленів.
Також набій .22 Hornet був популярним серед інуїтів Аляски через його низьку ціну. Вони використовували їх для полювання на тюленів, карібу та навіть білих ведмедів.

## Вогнепальна зброя

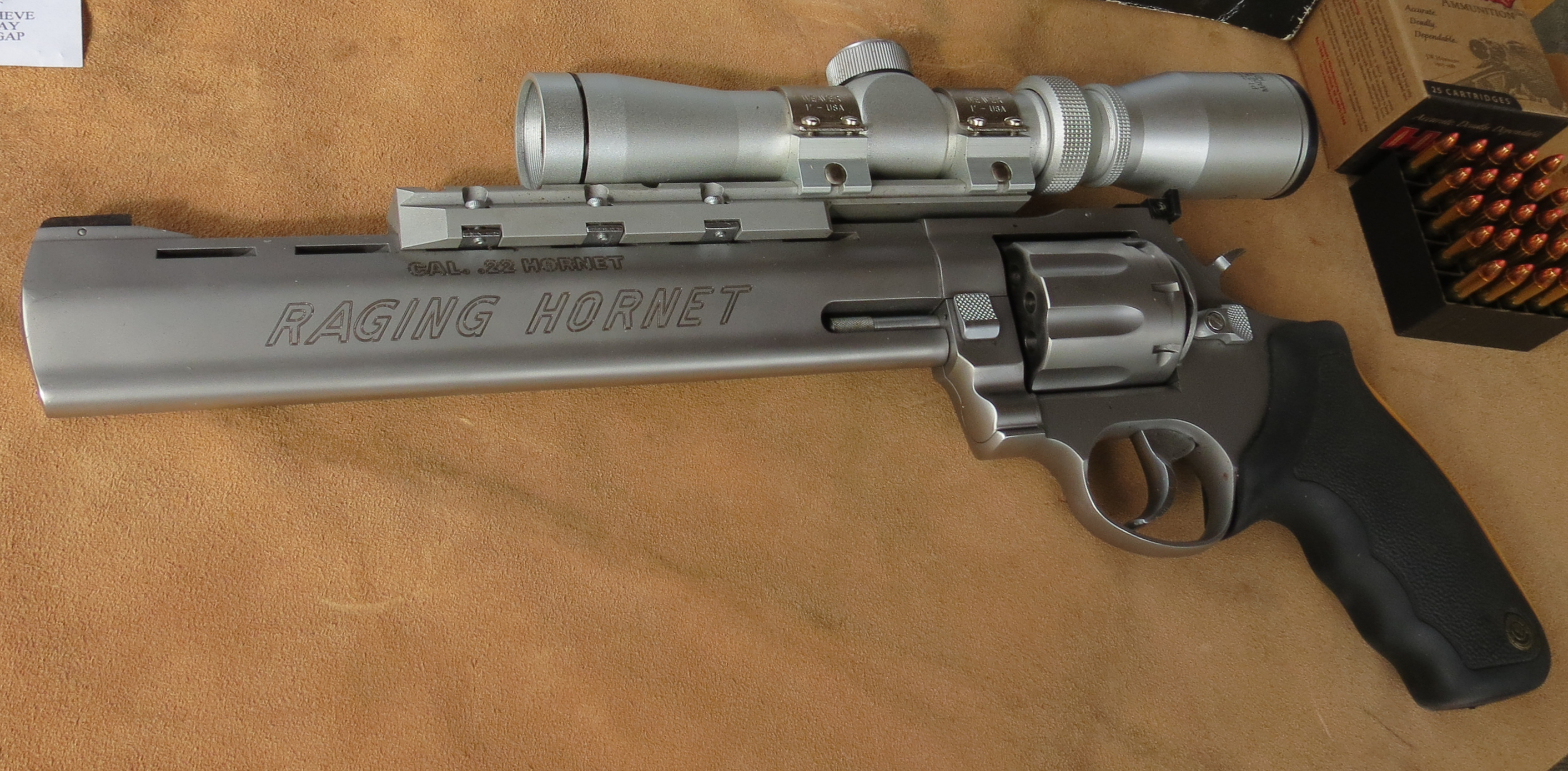
Taurus Model 22H

На 2007 рік гвинтівки під набій .22 Hornet випускають компанії Ruger, New England Firearms, CZ та різні дрібні виробники зброї. Більшість сучасних гвинтівок під набій .22 Hornet мають ковзні затвори або однозарядні конструкції, окрім невеликої кількості "виживальних" гвинтівок/дробовиків з вертикальним розташуванням стволів, наприклад, Savage Модель 24 від компанії Savage та кілька європейських однозарядних гвинтівок з переламним затвором. Старіші гвинтівки мали повільний крок нарізки 1-16" (або один оберт на 16 дюймів (410 мм) довжини стволу) для легших куль .223 калібру. Новіші гвинтівки мають крок нарізки 1-14" при діаметрі стволу .224.
Під набій .22 Hornet випускають револьвери компанії Taurus, Magnum Research та інші. Однозарядні пістолети під набій .22 Hornet випускає Thompson Center Arms. Дулові швидкості дещо менші при стрільбі з короткоствольної зброї в порівнянні зі стрільбою з гвинтівок.